# Melanohalea poeltii
Melanohalea poeltii är en lavart som först beskrevs av Essl., och fick sitt nu gällande namn av O. Blanco, A. Crespo, Divakar, Essl., D. Hawksw. & Lumbsch. Melanohalea poeltii ingår i släktet Melanohalea och familjen Parmeliaceae.   Inga underarter finns listade i Catalogue of Life.